# Oldřich Hodač
Oldřich Hodač (22. září 1916 Křinec – 6. prosince 1996 Jablonec nad Nisou) byl český římskokatolický kněz.

## Život
V Nymburce vystudoval gymnázium a kněžské svěcení přijal 29. června 1940 ve svatovítské katedrále v Praze. V roce 1941 patřil spolu s Bohumilem Hrušovským a Václavem Kuderou do redakčního kruh kolem Josefa Václava Vojáčka, se kterým připravil dílo: Kostel sv. Jana Křtitele v Lysé n. L k oslavě 200 let jeho posvěcení: 1741–1941. Působil v Lysé nad Labem, Duchcově v letech 1945–1948 jako kaplan, v Kadani, Mostě od 1. července 1948 do 14. března 1955 jako děkan. Na konci roku 1950 byl jmenován vikářem chomutovského vikariátu. V období 50. let 20. století, kdy ve společnosti vládlo téměř všeobecné budovatelské nadšení, se v duchu doby připojil k založení odborové organizace společně s duchovními mosteckého okresu s povzbuzením od církevního tajemníka. O této události se radostně pochlubil článkem v Katolických novinách nazvaném: „I kněží pracují odborářsky, který je plný budovatelského nadšení“. Po srpnu 1954 byl v Katolických novinách zveřejněn jeho další budovatelský článek: „Také kněží přiložili ruku k dílu“. Z Mostu se odstěhoval 2. května 1955. Od 1. května 1955 do 31. prosince 1990 byl administrátorem, později děkanem v Jablonci nad Nisou.
Na začátku roku 1991 odešel na odpočinek, kde zemřel 6. prosince 1996. Pohřební mši svatou v sobotu 14. prosince 1966 celebroval generální vikář Karel Havelka spolu s dalšími asi patnácti kněžími. Pohřben byl na městském hřbitově v Jablonci nad Nisou.